# Сольчанський потік
Сольчанський потік (словац. Solčiansky potok) — річка в Словаччині, права притока Бебрави, протікає в окрузі Топольчани.
Довжина приблизно 6.0-6.5 км. Витік знаходиться в масиві Дунайська низовина (геоморфологічна підодиниця Нітранські пагорби); на висоті близько 220—225 метрів..
Протікає територією сіл Солч'янки і Горне Хлебани. Впадає у Бебраву на висоті приблизно 165—170 метрів.